# Els Plans (Espui)
Els Plans, o les Plans, en la parla local, és una plana en costa de muntanya del terme municipal de la Torre de Cabdella, en el seu terme primigeni, al Pallars Jussà.
Està situat al sud-oest del poble d'Espui, en el pendís que des del Tossal de la Collada Gran davalla cap a Espui, a la riba dreta del barranc des Verdins.